# Perissopmeros mullawerringi
Perissopmeros mullawerringi is een spinnensoort uit de familie Malkaridae. De soort komt voor in het Australisch Hoofdstedelijk Territorium.